# Église Notre-Dame-de-l'Assomption de Wiry-au-Mont
L'église Notre-Dame-de-l'Assomption est une église catholique située à Wiry-au-Mont, dans le département de la Somme, à l'ouest d'Amiens.

## Historique
L’église de Wiry-au-Mont, dont la construction remonterait au XVIe siècle, a été partiellement détruite au cours de la Seconde Guerre mondiale, lors d'un bombardement allié, dans la nuit 17 au 18 juin 1944. Le chœur fut reconstruit en 1955.

## Caractéristiques
L'église de Wiry-au-Mont a une façade d'architecture particulière que l'on retrouve dans certaines églises fortifiées de Thiérache, au nord-est de la Picardie. Construite en brique, la façade est encadrée par deux tourelles coiffées d'une toiture d'ardoise en poivrière. Elle est surmontée par un clocher quadrangulaire avec toiture en flèche.
L'intérieur conserve plusieurs objets protégés au titre des monuments historiques :
- Des fonts baptismaux en grès du XIIIe siècle, décorés de colonnettes et de feuillage sculptés[1] ;
- Une statue du Christ en croix, sur poutre de gloire, du XVIe siècle ;
- Une statue sur poutre de gloire de sainte Madeleine à genoux, en bois polychrome du XVIe siècle ;
- La plaque funéraire de Nicolas de Fontaines, en marbre blanc, datant du troisième quart du XVIIe siècle ;
- Une statue de calvaire du Christ, en bois, du XVIIIe siècle ;
- Les clochettes des trépassés, en bronze, de 1752[2].

En 1955, un vitrail représentant la Vierge de Pitié a été réalisé par un maître-verrier parisien.